# 史元忠
史 元忠（し げんちゅう、生年不詳 - 841年）は、唐代の軍人。盧龍軍節度使。

## 経歴
盧龍軍節度使の楊志誠に仕えた。大和8年（834年）、楊志誠が盧龍軍に追放されると、元忠が留後に推された。元忠は楊志誠が皇帝の袞冕を作らせていたことを暴露した。朝廷により通王李綧が盧龍軍節度使を遥領すると、元忠は左散騎常侍・幽州大都督府左司馬・知府事に任じられ、節度留後をつとめた。大和9年（835年）、検校工部尚書・幽州盧龍軍節度副大使に転じ、知節度事をつとめた。会昌元年（841年）、偏将の陳行泰に殺害された。

## 伝記資料
- 『旧唐書』巻180 列伝第130
- 『新唐書』巻212 列伝第137